# Dunino

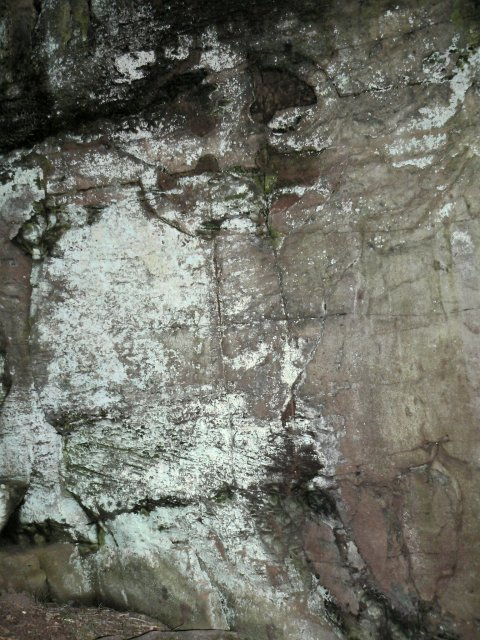
Keltenkreuz von Dunino Den

Dunino ist ein Dorf in der Region East Neuk der schottischen Council Area Fife. Es liegt sechs Kilometer südöstlich der nächsten Stadt, St Andrews, und acht Kilometer von dem Fischerdorf Anstruther entfernt. Dunino ist ein kleines Dorf ohne Geschäfte und mit einer Grundschule.
In den Wäldern hinter der Dunino-Kirche befindet sich eine vorchristliche heilige Stätte Dunino Den, die aus einem „Altarstein“, einem Brunnen und einem antiken, in den Felsen gehauenen Fußabdruck mit Blick auf einen kleinen Bach besteht. Der Brunnen, der auf der „Höhle“ steht, soll von Druiden für Menschenopfer verwendet worden sein, obwohl es wahrscheinlicher ist, dass er einfach als Naturwunder verehrt wurde. Treppen, die während der heidnischen Ära in die Klippe geschlagen wurden, führen hinunter in die Höhle. Hier wurden Keltenkreuze und Symbole von modernen und alten Anhängern in die Felswände gehauen. Die heidnischen Pilger, die sich zu diesem Ort wagen, hinterlassen Opfergaben aller Art, die von den Bäumen hängen (siehe Clootie Well) und in Spalten in den Klippen stecken, von Münzen über Bänder bis zu Unterhosen.